# سعدي بسيسو
سعدي بسيسو (1912-1982) سياسي وحقوقي فلسطيني ولد في غزة؛ درس في الجامعة الأمريكية في بيروت بعد عام 1930 ثم في جامعة دمشق، حاصل على ليسانس في الحقوق عام 1933، أكمل دراسته العليا في جامعة باريس ونال دبلوم عالي في الاقتصاد والعلوم المالية عام 1936 وعلى شهادة الدكتوراه في الحقوق عام 1937. زاول المحاماة في الأردن والقدس.
في غضون النكبة الفلسطينية عام 1948 نزح إلى العراق، حيث أصبح مدرسا ً في كلية الحقوق في جامعة بغداد. ثم شغل منصب مستشار لوزارة العدل السورية ووزارة الخارجية في الجمهورية العربية المتحدة (الاتحاد بين مصر وسوريا)، ثم انتقل للعمل سفيراً لجامعة الدول العربية في جنيف وممثل لمنظمة التحرير الفلسطينية فيها. عاد إلى سوريا حيث قام بتدريس القانون في جامعة حلب.

## مؤلفاته
1. السياسة الإنكليزية – الصهيونية في فلسطين (رسالة الدكتوراه) بالفرنسية 1937.
2. الصهيونية: نقد وتحليل 1945 القدس.
3. محاضرات في القانون 1949 بغداد.
4. مبادئ علم النفس الجنائي 1949 بغداد.
5. محاكم الأحداث والمدارس الإصلاحية 1949 بغداد.
6. مشكلة جرائم الأحداث في الشرق الأوسط 1953.
7. قضاء الأحداث علماً وعملاً 1956.
8. مأساة فلسطين (بالإنكليزية) 1957.
9. الوجيز في المجتمع العربي 1962.
10. القومية العربية عقيدة وحركة 1963.
11. تشريع العمل في سورية 1964.
12. الوجيز في علم الإجرام 1964.
13. أصول المحاكمات الجزائية علماً وعملاً 1995.
14. الحقوق الجزائية الخاصة 1965.